# John Fane, XI conde de Westmorland
General John Fane, 11.º conde de Westmorland GCB, GCH, PC (2 de febrero de 1784 – 16 de octubre de 1859), conocido como Lord Burghersh hasta 1841, fue un militar, político, diplomático y músico británico.

## Biografía
Nació con el título de Lord Burghersh en Sackville Street, Piccadilly, Londres. Fue hijo de John Fane, 10.º conde de Westmorland, y Sarah Child, heredera del banquero Sir Robert Child. Su hermana fue la famosa socialité Sarah Villiers, condesa de Jersey. Sucedió a su padre como Conde de Wesmorland en 1841.
Lord Burghersh comenzó su carrera militar siendo comisionado en Ensign.
- Datos: Q5978904